# Медзев
Медзев (слч. Medzev, мађ. Mecenzéf) град је у Словачкој, који се налази у оквиру Кошичког краја, где је у саставу округа Кошице-околина.

## Географија
Медзев је смештен у југоисточном делу државе, близу државне границе са Мађарском - 15 километара јужно од града. Главни град државе, Братислава, налази се 380 километара западно од града.
Рељеф: Медзев се развио на месту где се планинско подручје Словачко рудогорје на западу у Кошичку котлину ка истоку. Непосредно северно од града издиже се планина Словачки Карст, док се јужно издиже планина Воловски врхови. Подручје око града је брдско до планинско. Град је положен на приближно 320 метара надморске висине.
Клима: Клима у Медзеву је умерено континентална.
Воде: Кроз Медзев протиче речица Бодва.

## Историја
Људска насеља на овом простору везују се још за време праисторије. Први помен града је из 1359. године. Тада је град насељен Немцима, који су били претежно становништво све до средине 20. века.
Крајем 1918. Медзев је постао део новоосноване Чехословачке. У време комунизма град је нагло индустријализован, па је дошло до наглог повећања становништва. После осамостаљења Словачке град је постао њено општинско средиште, али је дошло до привредних тешкоћа у време транзиције.

## Становништво
| Година:    | 1994. | 2004.   | 2014.    | 2024.   |
| ---------- | ----- | ------- | -------- | ------- |
| Број људи: | 4027  | 3759    | 4358     | 4166    |
| Разлика:   |       | -6,65 % | +15,93 % | -4,40 % |

| Година:    | 2023. | 2024.   |
| ---------- | ----- | ------- |
| Број људи: | 4124  | 4166    |
| Разлика:   |       | +1,01 % |

Данас Медзев има испод 4.000 становника и последњих година број становника стагнира.
Етнички састав: По попису из 2001. састав је следећи:
- Словаци - 75,4%,
- Немци - 13,6%,
- Роми - 6,6%,
- Мађари - 1,5%,
- остали.

Верски састав: По попису из 2001. састав је следећи:
- римокатолици - 77,6%,
- атеисти - 13,0%,
- гркокатолици - 2,2%,
- лутерани - 0,8%,
- остали.

## Партнерски градови
- Bucine

## Галерија
- Средиште Медзева
- Градска римокатоличка црква
- Стара улица у Медзеву
- Трг у Медзеву